# Nissan 350Z
Nissan 350Z — спортивный автомобиль, выпускавшийся японской корпорацией Nissan. 350Z — пятое поколение автомобилей Nissan серии Z, начиная с Datsun 240Z 1969 года.

## История создания
Автомобиль продолжил серию моделей Z-серии, став преемником Nissan 300ZX. На японском рынке машина называлась Nissan Fairlady Z. После ухода модели 300ZX с американского рынка в 1996 году, руководство Nissan планировало его заменить вновь созданным 240Z, спроектированным североамериканским дизайнерским отделением Nissan в свободное от основной работы время. Концепт-кар был создан в июле 1998 года и показан журналистам и дилерам. Ютака Катаяма, известный как «Отец Z-серии» показал рисунок концепта публике, когда получал награду в области двигателестроения. Облик нового 240Z не понравился дизайнеру оригинального Nissan 240Z Ёсихико Мацуо, который сравнил его с моделями Bluebird и Leopard. Кроме того, 200-сильный двигатель объемом 2.4 л, в расчете на который проектировалась модель, был недостаточно мощным для современного спорткара.
Измененная модель, известная как Z Concept, была показана на Детройтском автосалоне два года спустя. Автомобиль претерпел изменения в дизайне, и стало также возможным установить более мощный двигатель, VQ35DE объемом 3.5 л. Это определило название серийной машины, 350Z.

## Компоновка и дизайн
350Z — заднеприводный 2-местный 2-дверный автомобиль с передним расположением двигателя. Проект автомобиля был разработан отделением Nissan Design America, расположенным в Сан-Диего, штат Калифорния. Особенности машины — длинный капот и короткая кабина характерные для всех машин Z-серии, оригинальные дверные ручки из полированного алюминия, массивные бамперы, приборная панель, регулирующаяся вместе с рулевой колонкой, отсутствие «бардачка» в передней панели. Фактически двигатель Nissan 350Z находится спереди, но за передней осью ближе к центру автомобиля, что и даёт этому спорткару отличную развесовку и, соответственно, управляемость. Машина классической компоновки получила многорычажные подвески всех колёс, углепластиковый карданный вал и самоблокирующийся дифференциал.